# Maison de Doulo

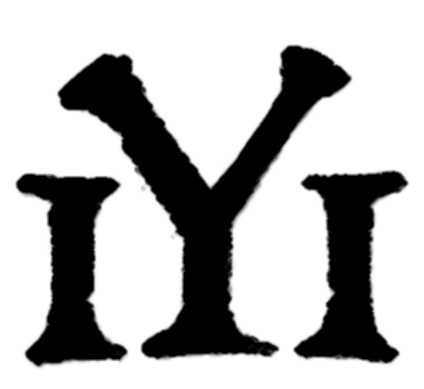
Symbole Gögtürk du clan

La Maison de Doulo ou Clan de Doulo,(du bulgare : Дуло, dulo, également connu sous le nom chinois : 咄陆 ; pinyin : duōlù) est une dynastie de khans qui a régné sur l'Ancienne Grande Bulgarie et le khanat bulgare du Danube de 628 à 760,.

## Histoire

### Origine
Selon John Van Antwerp Fine Jr., ses origines sont obscures. Différents chercheurs considèrent que les origines du clan étaient probablement turques,,. Cette proposition a été suggérée par Mikhail Artamonov et a été mis en avant par Lev Goumilev en 1967, ce qui a pour conséquence  une probable association entre le clan Dulo avec les tribus des Cing Duolu ou Tu-lu du Khaganat turc oriental. Le premier khaganat turc (552 – 581) était constitué pendant la guerre civile Göktürk (581 – 593), alors divisé entre turcs orientaux et le Khaganat turc occidental. L'occidental était gouverné par les maisons Onoq (six flèches), des cinq Duolu et des cinq Nushibi (en). De nombreux historiens modernes considèrent que le premier gouverneur bulgare historique, Kubrat, était du clan Dulo des Turcs occidentaux — de l'alliance appelée Onogurs Bulgars,,,

### Règne en Europe
Le clan a dirigé diverses parties de l'Europe dont la Magna Hungaria (jusqu'au XIIIe siècle), la Patria Onoguria (à partir de 460), et l'Ancienne Grande Bulgarie (à partir de 632).c
Attila est supposé être le descendant du roi des Méotes fondateur du clan des Doulo.
Le Nominalia des Khans bulgares appelle cet ancêtre Avitohol.
Le clan deviendra la dynastie régnante des Bulgares occidentaux.
Un des membres de cette dynastie est Koubrat, le fondateur de l'Ancienne Grande Bulgarie. Ses généraux sont entre-autres: Batbayan (Volga), Kotrag (Khazars), Kouber (Macédoine), Asparoukh (Bulgarie du Danube ) et Alcek (Italie).

## Genéalogie
La maison princière des Doulo a compté les khan suivants :
- N, (v.580 - ?)
  - Koubrat, (605 - 665), Khan des Bulgares vers 632;
    - Batbayan, (v.625 - 690), Khan des Koutrigoures;
    - Asparoukh, (v.630 - 700/1), Khan des Bulgares en 681;
      - Tervel, (v.650 - 718/21), Khan des Bulgares en 700/1;
        - Ajjar, (v.670 - 718), Khan des Bulgares en 718;
        - N, (v.675 - ?);
          - Kormesius, (v.695 - 738), Khan des Bulgares en 718;
            - Vinekh, (v.720 - 762), Khan des Bulgares en 756;
            - Ne, (v.725 - ?), épouse de Savin;

        - ? Telerig, (v.706 - 777), Khan des Bulgares en 768;
          - Kardam, (v.730 - 802/3), Khan des Bulgares en 777;
            - Kroum, (v.755 - 13/4/814), Khan des Bulgares en 803;
              - Omourtag, (v.775 - 831), Khan des Bulgares en 814;
                - Euravota, (v.795 - v.833);
                - Malamir, (v.798 - 836), Khan des Bulgares en 831;
                - Zvinitsa, (v.800 - ?);
                  - Pressiyan Ier, (v.818 - 852), Khan des Bulgares en 836;
                    - Boris Ier, (v.836 - 2/5/907), Khan des Bulgares de 852 à 889;
                      - Vladimir, (v.856 - 893), Khan des Bulgares en 889;
                      - Gavril;
                      - Siméon, (864 - 27/5/927), Khan des Bulgares en 893, Caesar;
                        - Michel, (v.890 - 931);
                        - Pierre, (v.896 - 30/1/970), Caesar en 927;
                          - Plenimir;
                          - Boris II, (v.935 - 986), Caesar de 969 à 971;
                            - Ne, (v.970 - ?), épouse de Vladimir Ier;
                            - Maria, (v.975 - ?), épouse de Ivan Vladislav;

                          - Romain, (v.937 - 997), Caesar de 977 à 991;

                        - Ivan;
                        - Benjamin;

                      - Iakov;
                      - Eupraxie;
                      - Anne, épouse de Svatopluk Ier;

                    - Anne, (v.840 - ?);

              - Doucom;
              - Tsoc;

    - Kouber, (v.632 - ap.681);
    - Kotrag, (v.634 - v.700);
    - Alcek, (v.636 - ?);